# Helmut Ortwin Pohl
Helmut Ortwin Pohl (* 27. September 1901 in Klagenfurt; †  1997) war ein österreichischer SS-Führer, der als Mitarbeiter des SS- und Polizeiführers für den Distrikt Lublin Odilo Globocnik im deutsch besetzten Polen an der „Aktion Reinhardt“ mitwirkte und somit am Holocaust beteiligt war.

## Leben
Pohl war der Sohn eines Handelsschullehrers und hatte neun Geschwister. Nach dem Abschluss der Handelsakademie in seiner Heimatstadt folgte ein Auslandsaufenthalt in Italien. Ab 1923 war er bei einem Großhandelsunternehmen in Villach angestellt, bis er im Frühjahr 1923 nach Kanada übersiedelte, wo er seinen Lebensunterhalt mit verschiedenen Tätigkeiten bestritt. Ende 1928 zog er wieder nach Österreich und arbeitete zunächst in einem Zementwerk und ab Januar 1933 als leitender Angestellter in einer Klagenfurter Lederfabrik.
Zum 1. Dezember 1930 trat Pohl in die NSDAP (Mitgliedsnummer 363.406) und die SS ein (SS-Nummer 4.131), bei der er im November 1942 bis zum Hauptsturmführer aufstieg. Seit Juli 1937 gehörte er in Klagenfurt dem Sicherheitsdienst des Reichsführers SS (SD) an. Aufgrund verbotener nationalsozialistischer Betätigung wurde er in Österreich zur Zeit des Austrofaschismus für insgesamt acht Monate inhaftiert. Nach dem Anschluss Österreichs an das nationalsozialistische Deutsche Reich im März 1938 gehörte er dem Stab der 90. SS-Standarte an. Nach Beginn des Zweiten Weltkrieges nahm er an einer mehrwöchigen Militärübung bei der Wehrmacht teil und war danach als Angehöriger von SS-Totenkopfstandarten in Krakau und Treskau stationiert. Nach der Versetzung zum Sonderbataillon der SS-Totenkopfstandarten in Prag kam er 1941 nach Breslau zum SS-Infanterie-Ersatz-Bataillon Ost.
Von Ende Januar bis Ende Juni 1942 gehörte Pohl als Abteilungsleiter im Referat Judenumsiedlung unter seinem Vorgesetzten Hermann Höfle zum Stab des SS- und Polizeiführers Odilo Globocnik im Distrikt Lublin des Generalgouvernements. Im März 1942 war beabsichtigt, in einem „Judenaustausch“ die einheimischen Juden in Vernichtungslager zu verschleppen, die aus Deutschland, Österreich und Tschechien deportierten Juden in die freiwerdenden Unterkünfte einzuweisen und möglichst viele von ihnen zum Arbeitseinsatz zu bringen. Die Maßnahmen für den Abschub und die Neueinsiedlung sollte in der Verantwortung Pohls liegen. Doch zumindest im Juni 1942 wurde für die deutschen, österreichischen und tschechischen Juden „keine vorläufige Unterkunft mehr“ gesucht. Pohl wird konkret die Verantwortung für eine Selektion bei einem Deportationszug aus Wien zugeschrieben, bei dem nur 51 Juden als Zwangsarbeiter für Majdanek selektiert wurden; der Rest – knapp 950 Personen –  wurde alsbald in Sobibor ermordet. Im Juni 1942 wurde Pohl zum Sonderführer der Waffen-SS befördert und erhielt den Dienstrang Untersturmführer. Ende Juni 1942 kehrte er nach Klagenfurt zurück, wo er in einem Betrieb arbeitete und unabkömmlich gestellt wurde.
Nach Kriegsende war Pohl als Buchhalter in einem Betrieb in Klagenfurt tätig. Gemeinsam mit Ernst Lerch wurde Pohl als Angehöriger des Stabs Globocniks wegen der Beteiligung am Massenmord von 1,8 Millionen jüdischer Menschen in Ostpolen und weiterer NS-Gewaltverbrechen  durch die Staatsanwaltschaft Wien angeklagt. Vor dem Geschworenengericht am Landesgericht Klagenfurt wurde am 17. Mai 1972 die Hauptverhandlung eröffnet. Der Prozess wurde jedoch nach zwei Tagen unterbrochen und nicht wieder aufgenommen. Letztlich wurde das Verfahren am 11. Mai 1976 eingestellt, da die Staatsanwaltschaft von der Wiederaufnahme der Hauptverhandlung zurücktrat.